# Festival de Saint-Sébastien 1959
La 7e édition du Festival de Saint-Sébastien  s'est tenue du 11 au 20 juillet 1959. Avec le niveau élevé atteint après l'attribution de la catégorie A par la FIAPF partir de l'édition 1957, le festival accueille la première mondiale de La Mort aux trousses d'Alfred Hitchcock en présence d'Audrey Hepburn.

## Jury
- Melvyn Douglas
- Manuel Goyanes
- Arturo Lanocita
- Max Lippmann
- Léonide Moguy
- José Luis Sáenz de Heredia
- Daniel Vázquez Díaz

## Palmarès
- Coquille d'or : Au risque de se perdre, de Fred Zinnemann, (États-Unis)
- Coquille d'Or (Court métrage) : Abseits de Wolf Hart (Allemagne)
- Mention spéciale (Court métrage) : Lettera da El Alamein d'Enrico Fulchignoni, (Italie) et Serenal de Norman McLaren, (Canada)
- Coquille d'Argent du meilleur réalisateur : Dagli Appennini alle Ande de Folco Quilici (Italie) et La Mort aux trousses d'Alfred Hitchcock, (États-Unis)
- Mention spéciale : Le reste est silence de Helmut Kautner, (Allemagne)
- Prix Zulueta d'interprétation féminine : Audrey Hepburn pour Au risque de se perdre de Fred Zinnemann
- Prix Zulueta d'interprétation masculine : Adolfo Marsillach pour Salto a la gloria de León Klimovsky, (Espagne)
- Prix Perle de Cantabrico du meilleur long métrage en langue espagnole : Salto a la gloria de León Klimovsky (España)
- Prix Perle de Cantabrico du meilleur court métrage en langue espagnole : Viva la tierra d'Adolfo Garnica (Mexique)
- Prix OCIC pour Marie du quartier des fourmis (Ari no machi no Maria) de Heinosuke Gosho (Japon)